# 距翅麦鸡
距翅麦鸡（学名：Vanellus duvaucelii），也称河跳鴴，为鸻科麦鸡属的鸟类。在中国大陆，分布于云南、海南、福建等地。该物种的模式产地在印度。

## 分布
《中国鸟类分类与分布名录（第三版）》、《中国鸟类观察手册》描述距翅麦鸡见于西藏东南部、广西、海南、福建、广东、贵州、云南。
近年来，云南有记录。2021年7月，珠海市观鸟协会在鸡啼门湿地动态监测时有记录。